# Împăratul de Jad
Împăratul de Jad (în limba chineză 禹皇,Yǔ huáng) este conducătorul cerului și zeitatea supremă în taoism și în religia tradițională chineză . El este cea mai venerată zeitate din aceste două religii , care a fost asimilat și de budiști .
Împăratul de Jad face parte din grupa celor Trei Puri (San-qing) , alături de Pan ku și Lao zi . În realitate el a devenit o figură mitologică importantă relativ târziu , după afirmarea și consolidarea taoismului . De atunci el guvernează toate cele patru zări cerești pentru că vede și aude tot în Univers . În unele povești arhaice se spune că ar fi creat oameni din lut .
Într-un anumit scenariu mitologic , Împăratul de Jad ar fi fost înainte în subordinea lui Shi Tian Zong (Stăpânul Cerului și al originii primordiale) , dar acesta iar fi cedat tronul Împăratului de Jad . Se spune că el trăiește în Da-luo-tian (cerul cel mai înalt) , unul dintre cele 36 de ceruri existente în mitologia chineză. Acolo trăiește într-un palat uriaș din aur și jad , și este protejat de funcționarii săi divini .